# Zaterdag Hoofdklasse C 2008/09
Het seizoen 2008/09 van de Zaterdag Hoofdklasse C ging van start op 6 september 2008. De Zaterdag Hoofdklasse C is een van de zes hoogste voetbalcompetities in Nederland uitgeoefend door amateurs. De regerend kampioen was HHC Hardenberg, dat vorig seizoen met 60 punten uit 26 wedstrijden kampioen werd. Ook het seizoen daarvoor werd HHC kampioen.
Dit seizoen keerden de volgende drie clubs niet terug;
- ACV
- DOS Kampen
- VVOG

VV Nunspeet werd overgeplaatst van de Zaterdag Hoofdklasse B naar C. Harkemase Boys werd kampioen in de Zaterdag Eerste klasse E en dwong zo rechtstreekse promotie af. VV Berkum won de promotie/degradatiewedstrijden en was daarmee de derde nieuwkomer.

## Teams
| Club                    | Plaats     | Sportpark       |
| ----------------------- | ---------- | --------------- |
| VV Berkum               | Zwolle     | De Vegtlust     |
| Be Quick '28            | Zwolle     | Be Quick '28    |
| Excelsior '31           | Rijssen    | De Koerbelt     |
| Flevo Boys              | Emmeloord  | Ervenbos        |
| SC Genemuiden           | Genemuiden | De Wetering     |
| Go Ahead Kampen         | Kampen     | Midden-Wetering |
| HHC Hardenberg          | Hardenberg | De Boshoek      |
| Harkemase Boys          | Harkema    | De Bosk         |
| VV Nunspeet             | Nunspeet   | De Wiltsangh    |
| Oranje Nassau Groningen | Groningen  | Coendersborg    |
| PKC '83                 | Groningen  | PKC '83         |
| ONS Sneek               | Sneek      | Zuidersportpark |
| VV Staphorst            | Staphorst  | Het Noorderslag |
| WHC                     | Wezep      | Mulderssingel   |

## Eindstand
| #  | Club                    | Ges | W  | G | V  | P  | DV | DT | DS  |
| -- | ----------------------- | --- | -- | - | -- | -- | -- | -- | --- |
| 1  | Harkemase Boys 1        | 26  | 18 | 3 | 5  | 57 | 52 | 24 | +28 |
| 2  | HHC Hardenberg 2        | 26  | 14 | 4 | 8  | 46 | 44 | 31 | +13 |
| 3  | VV Nunspeet *           | 26  | 12 | 8 | 6  | 44 | 49 | 31 | +18 |
| 4  | VV Berkum 3             | 26  | 12 | 6 | 8  | 42 | 54 | 41 | +13 |
| 5  | WHC                     | 26  | 12 | 7 | 8  | 40 | 34 | 27 | +7  |
| 6  | Flevo Boys              | 26  | 12 | 2 | 12 | 38 | 52 | 62 | -10 |
| 7  | Be Quick '28            | 26  | 10 | 7 | 9  | 37 | 43 | 31 | +12 |
| 8  | SC Genemuiden           | 26  | 9  | 7 | 10 | 34 | 38 | 31 | +7  |
| 9  | Go-Ahead Kampen **      | 26  | 10 | 5 | 11 | 34 | 44 | 42 | +2  |
| 10 | Excelsior '31 **        | 26  | 8  | 7 | 11 | 30 | 42 | 43 | -1  |
| 11 | PKC '83                 | 26  | 8  | 5 | 13 | 29 | 38 | 59 | -19 |
| 12 | VV Staphorst            | 26  | 9  | 2 | 15 | 29 | 44 | 63 | -19 |
| 13 | ONS Sneek               | 26  | 7  | 7 | 12 | 28 | 26 | 46 | -20 |
| 14 | Oranje Nassau Groningen | 26  | 6  | 2 | 18 | 20 | 34 | 65 | -31 |

1 Winnaar eerste periodetitel 

2 Winnaar tweede periodetitel 

3 Winnaar derde periodetitel 

* Plaatsvervangende periodekampioen 

** Excelsior '31 en Go Ahead Kampen kregen 1 punt in mindering

### Uitleg kleuren
|  |                                                                                     |
|  | Kampioen + spelende om Algeheel amateur kampioenschap 2008/09                       |
|  | Geplaatst voor de KNVB beker 2009/10 (profs)                                        |
|  | Lijfsbehoud                                                                         |
|  | Via gewonnen beslissingswedstrijd gehandhaafd in de Hoofdklasse                     |
|  | Via verloren beslissingswedstrijd en via nacompetitie gehandhaafd in de Hoofdklasse |
|  | Gedegradeerd naar de Eerste klasse                                                  |

## Puntenaftrek
Excelsior '31 en Go-Ahead Kampen kregen dit seizoen beide een punt in mindering vanwege een opstootje op het veld tussen de spelers en staf van beide clubs tijdens de onderlinge wedstrijd op 1 november 2008. De tuchtcommissie van de KNVB vond dat van beide verenigingen verschillende leden zich schuldig hebben gemaakt aan het deelnemen aan collectief duw- en trekwerk.

## Kampioenschap Harkemase Boys
Op 25 april 2009 kreeg Harkemase Boys voor het eerst de kans om kampioen van dit seizoen te worden. Dan moest er worden gewonnen in Wezep bij WHC en mocht naaste concurrent HHC Hardenberg niet winnen van Oranje Nassau Groningen. De wedstrijd in Wezep begon om 14:30 uur, Oranje Nassau-HHC begon om 15:00 uur. Na de eerste helft stond het 1-1 bij WHC-Harkemase Boys en druppelden berichten binnen dat HHC 2-0 achterstond. Toen Harkemase Boys de wedstrijd uiteindelijk met 2-1 won van WHC, was het afwachten tot die andere wedstrijd, waar het inmiddels 2-1 was geworden, was afgelopen. Om 16:50 uur kwam het bericht dat de stand daar 2-1 was gebleven en Harkemase Boys dus kampioen was en tweevoudig kampioen HHC was onttroond.
Als kampioen mocht Harkemase Boys het in het Landelijk amateurkampioenschap 2008/09 opnemen tegen Rijnsburgse Boys en IJsselmeervogels om de titel voor beste Zaterdagamateurclub. De eerste wedstrijd tegen IJsselmeervogels in Spakenburg werd verrassend gewonnen met 1-4. Daarna konden de Boys uit Harkema geen potten meer breken en werden de overige drie wedstrijden verloren.

## Degradanten

### Oranje Nassau
Door de overwinning op HHC Hardenberg op 25 april hield Oranje Nassau Groningen nog altijd een kansje om in de Hoofdklasse te blijven. Maar een week later was het toch over. In de uitwedstrijd tegen VV Berkum stond het nog wel 1-3, maar na een eindsprint van de Zwollenaren verloor Oranje Nassau met 4-3 en viel het doek na drie jaar Hoofdklasse C.

### ONS Sneek
Op de laatste speelronde op 9 mei waren er nog drie clubs die konden degraderen: VV Staphorst, PKC '83 (beide met 26 punten) en ONS Sneek (28 punten). Die laatste twee speelden in Sneek tegen elkaar. Bij rust stond het 1-1, terwijl Staphorst 1-0 voorstond tegen Go-Ahead Kampen, dus dreigde voor PKC '83 rechtstreekse degradatie en voor ONS nacompetitie. Echter, in de derde minuut van blessuretijd scoorde PKC de winnende treffer en omdat Staphorst ook won (2-0) speelt ook ONS Sneek volgend seizoen in de Zaterdag eerste klasse E.

## Beslissingswedstrijd
VV Staphorst en PKC '83 eindigden gedeeld elfde met 29 punten uit 26 wedstrijden (en een doelsaldo van -19). Daarom speelden zij op 16 mei een beslissingswedstrijd. De winnaar van die wedstrijd was zeker van lijfsbehoud, terwijl de verliezer het in de nacompetitie moest opnemen tegen de winnaar van de nacompetitie in het district Zuid I om volgend jaar weer in de Hoofdklasse C te spelen.
Door een doelpunt van Jhonny Meter eindigde de wedstrijd in 1-0 voor PKC '83 waardoor Staphorst nog promotie/degradatiewedstrijden en PKC '83 kon op vakantie met de wetenschap dat ze volgend jaar weer in de Hoofdklasse spelen.

## Nacompetitie
Op 30 mei was Roda Boys Bommelerwaard de tegenstander van Staphorst, dat voor lijfsbehoud promotie/degradatiewedstrijden moest spelen. Roda Boys had eerder Nieuw Lekkerland uitgeschakeld. Staphorst keek binnen een kwartier tegen een 1-0-achterstand aan, maar kwam uiteindelijk met de schrik vrij en won de wedstrijd met 3-1 en verzekerde zich zo van nog een jaar hoofdklasseschap.

## Wedstrijdtabel
Ter info: de thuisspelende ploeg staat in de linkerkolom vermeld.
|                 | BEQ   | BER   | EXC   | FLE   | GEN   | GAK   | HAR   | HHC   | NUN   | ONS   | ONG   | PKC   | STA   | WHC   |
| --------------- | ----- | ----- | ----- | ----- | ----- | ----- | ----- | ----- | ----- | ----- | ----- | ----- | ----- | ----- |
| Be Quick '28    |       | 1 - 1 | 2 - 0 | 2 - 2 | 1 - 2 | 0 - 0 | 0 - 1 | 1 - 1 | 0 - 1 | 3 - 0 | 2 - 1 | 6 - 1 | 0 - 2 | 2 - 3 |
| VV Berkum       | 1 - 2 |       | 2 - 2 | 4 - 1 | 3 - 1 | 0 - 2 | 0 - 1 | 0 - 3 | 1 - 1 | 5 - 2 | 4 - 3 | 1 - 1 | 3 - 2 | 2 - 3 |
| Excelsior '31   | 1 - 1 | 1 - 2 |       | 3 - 1 | 2 - 0 | 2 - 3 | 1 - 0 | 0 - 3 | 1 - 0 | 0 - 0 | 2 - 2 | 3 - 2 | 2 - 3 | 0 - 3 |
| Flevo Boys      | 3 - 2 | 2 - 4 | 2 - 1 |       | 4 - 3 | 3 - 2 | 1 - 6 | 2 - 0 | 2 - 1 | 1 - 1 | 0 - 2 | 3 - 1 | 4 - 2 | 2 - 1 |
| SC Genemuiden   | 1 - 2 | 1 - 1 | 1 - 1 | 2 - 0 |       | 0 - 1 | 3 - 0 | 0 - 2 | 1 - 2 | 3 - 0 | 6 - 0 | 1 - 1 | 1 - 1 | 0 - 1 |
| Go Ahead Kampen | 2 - 1 | 1 - 1 | 2 - 2 | 5 - 1 | 0 - 3 |       | 1 - 3 | 0 - 5 | 1 - 1 | 2 - 3 | 5 - 0 | 2 - 4 | 1 - 2 | 2 - 0 |
| Harkemase Boys  | 1 - 1 | 4 - 2 | 3 - 1 | 4 - 1 | 0 - 2 | 3 - 0 |       | 1 - 2 | 2 - 2 | 2 - 0 | 3 - 1 | 3 - 2 | 2 - 0 | 1 - 0 |
| HHC Hardenberg  | 2 - 0 | 1 - 2 | 2 - 1 | 4 - 3 | 1 - 1 | 0 - 5 | 0 - 0 |       | 3 - 2 | 2 - 0 | 1 - 0 | 3 - 1 | 0 - 2 | 3 - 1 |
| VV Nunspeet     | 1 - 2 | 1 - 0 | 2 - 2 | 5 - 2 | 1 - 2 | 2 - 0 | 0 - 1 | 1 - 0 |       | 1 - 1 | 2 - 0 | 1 - 1 | 4 - 0 | 2 - 2 |
| ONS Sneek       | 0 - 2 | 2 - 1 | 0 - 3 | 2 - 0 | 1 - 1 | 1 - 1 | 0 - 4 | 1 - 0 | 3 - 5 |       | 1 - 0 | 1 - 2 | 4 - 1 | 0 - 0 |
| Oranje Nassau   | 1 - 4 | 1 - 5 | 1 - 5 | 1 - 4 | 1 - 1 | 1 - 0 | 1 - 2 | 2 - 1 | 1 - 3 | 1 - 2 |       | 4 - 2 | 3 - 2 | 0 - 1 |
| PKC '83         | 2 - 1 | 1 - 3 | 1 - 5 | 1 - 4 | 1 - 0 | 1 - 4 | 0 - 2 | 1 - 1 | 0 - 2 | 2 - 1 | 3 - 1 |       | 2 - 3 | 1 - 1 |
| VV Staphorst    | 0 - 4 | 1 - 5 | 3 - 1 | 2 - 4 | 1 - 2 | 2 - 0 | 2 - 1 | 1 - 4 | 3 - 6 | 4 - 0 | 1 - 4 | 2 - 3 |       | 2 - 2 |
| WHC             | 1 - 1 | 0 - 1 | 2 - 0 | 1 - 0 | 3 - 0 | 1 - 2 | 1 - 2 | 3 - 0 | 1 - 0 | 0 - 0 | 3 - 2 | 0 - 2 | 1 - 0 |       |

## Topscorers
| pos | Speler               | Club           | Goals |
| --- | -------------------- | -------------- | ----- |
| 1.  | Arjen Postma         | Flevo Boys     | 19    |
| 2.  | Chris van der Meulen | VV Berkum      | 16    |
| ".  | Marc van der Meulen  | VV Berkum      | 16    |
| 4.  | Martijn Barto        | Harkemase Boys | 15    |
| 5.  | Erwin Schouten       | VV Nunspeet    | 13    |

Vanaf 2016 staan alle competities op 1 pagina.